# Святі Сергій та Вакх (ікона)
Святі Сергій та Вакх (ікона)  — релігійний образ, створений у VII столітті нашої ери в техніці енкавстики на дошці.

## За переказами

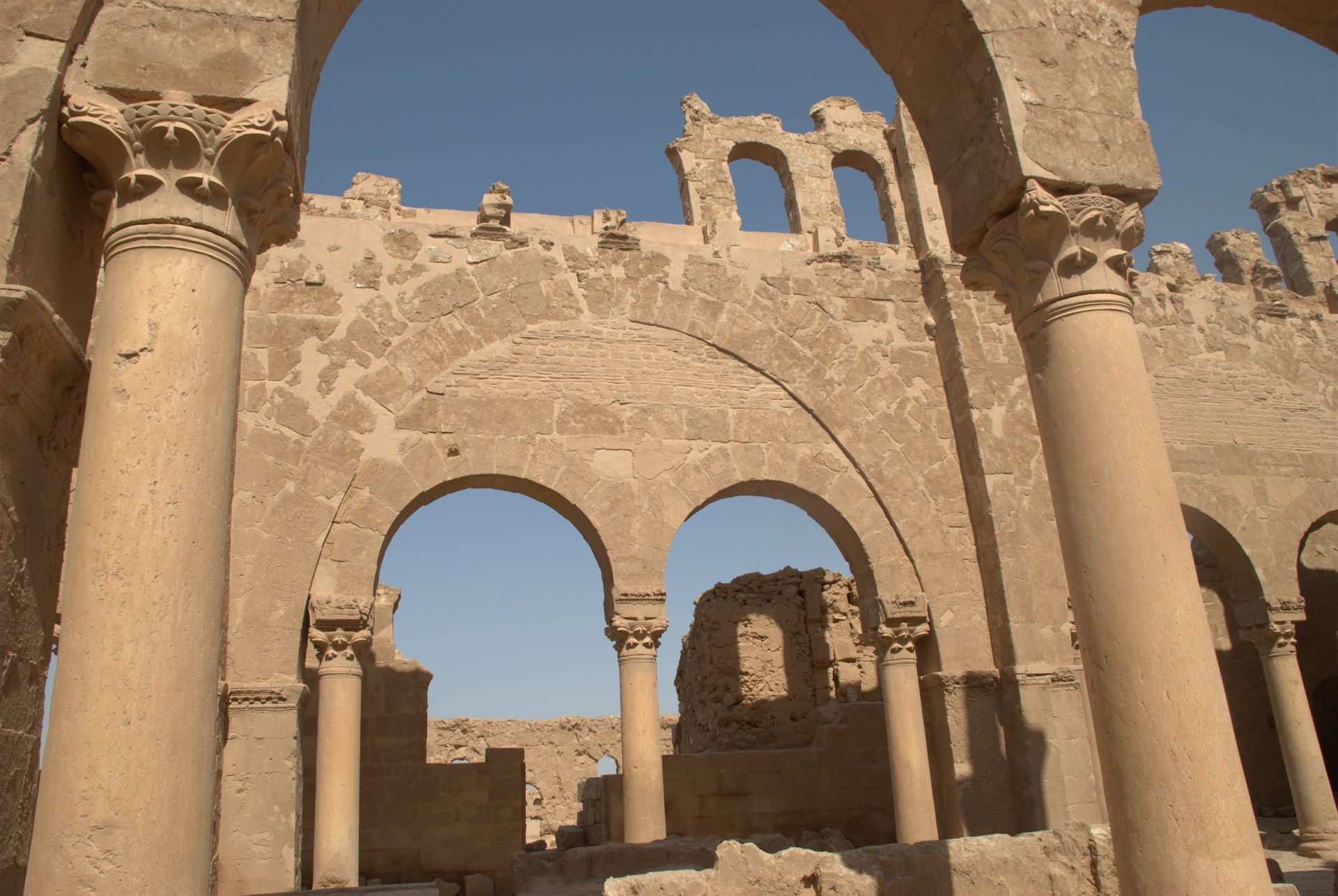
Церква Сергія в місті Ресафа, Сирія.

В руках дослідників був лише грецький текст з життєписом святих. Текст датують V століттям н. е. Згідно з текстом, Сергій та Вакх жили в третьому столітті і були вільними римськими громадянами та вояками-офіцерами. Вони приховували від оточення, що були християнами. Їх побожність зросла настільки, що під час супроводу римського посадовця в язичницький храм, відмовились від жертвоприношення богу Юпітеру навіть у присутності імператора Галерія. Той наказав ганьбити вояків-християн, їх закували в кайдани, одягли у жіночій одяг і водили вулицями міста для остраху інших. В'язнів доправили в Месопотамію до римського намісника Антіоха, що начебто був їх приятелем, з наказом умовити повернутися до язичництва або стратити. Але вояки були непохитні. Вакха забили до смерті. Вночі Сергій мав видіння, коли з'явився Вакх і наказав братові за вірою бути мужнім і готовим витримати тортури та смерть, як і Вакх. Адже християнам обіцяли, що саме вони (а не язичники) увійдуть у царство небесне, де будуть разом з іншими вірними. Сергій дійсно пройшов через тортури і був страчений в місті Ресафа, Сирія. Катування та відсіч голови Сергія нібито супроводжувались дивами, що типово для агіографічної літератури.

## Критика джерела
Італійський історик Піо Франчі Де Кавальєрі доводить, що життєпис святих Сергія та Вакха походить від втраченого життєпису Св. Ювентуса та Максиминуса, але вони були страчені як християни за часів імператора Юліана II Відступника в 363 році. Саме за володарювання Юліана II Відступника практикували ганебне перевдягання вояків-християн в одяг протилежної статі та показ засуджених на вулицях. Факти італійця Піо Франчі Де Кавальєрі підтвердив і дослідник Девід Вудс, котрий знайшов в «Historia Nova» історика Зосіми (візантійського хроніста кінця V ст.) свідоцтва покарання вояків-християн саме в такий спосіб. Це доводить, що невідомий автор життєпису Сергія та Вакха не погребував і творив їх біографії за попереднім зразком. Він також розповів, що закатоване тіло Сергія було знайдене ченцем на березі річки. Але в ті часи ще не існувало розвиненого чернецтва, що стало ще одним анахронізмом.
Не знайдено також ніяких свідоцтв вшанування Сергія (або Саркіса) та Вакха до 425 року, а це на 100 років пізніше за опис їх страти.

## Вшанування

Поземний план церкви Св. Сергія та Вакха в Константинополі (в Туреччині перебудована під мечеть).

Утиски перших християнських громад, що складалися з пригноблених та поневолених верств, сприяли некритичному, але шанобливому ставленню до попередників-мучеників, сліпій довірі всіляким переказам та легендам щодо них. Легенди щодо страстей Сергія та Вакха сприймались як бувальщина. Сергія та Вакха зробили святими і вшанували храмом, створеним в місті Ресафа, Сирія, 425 року, і саме місто перейменували на Сергіополіс за правління єпископа Александра Єрапольського. Популярність Сергія та Вакха швидко зростала в східних провінціях Римської імперії і з часом доповнила культ святих вояків-мучеників. Святі Сергій та Вакх стають покровителями військових. Невелика монастирськая церква на їх честь була вибудована в Константинополі Юстиніаном І в 527 році. Шанобливе ставлення до вояків-мучеників дійшло і до Риму, де в 9 столітті була вибудована церква «Santi Sergio e Bacco». Св. Сергія (Саркіса) шанують також Вірменська апостольська церква та в християнській частині Сирії.

## Опис твору
Візантія, VII ст.
Дерево (сосна пінія), воскові фарби.
28.5х42 см. 
На видовженій дошці щільно один до одного подані дві постаті юнаків. Вони тримають хрести мучеників в руках. Їх голови огортає умовне позначення сяйва (німб), як і навколо голови в зображенні Христа між ними, що символізує їх святість.
Дошка буда пошкоджена і розколота вздовж. Найбільше пошкодженим виявилося обличчя Вакха, доповнене реставраційними фарбами та тонуваннями. В порівнянні з іншими іконами доби образи Сергія та Вакха відрізняються значною майстерністю виконання, незважаючи на деяку спрощеність художньої манери і наявну спірітуалізацію святих. Твір походить зі східних майстерень, де довго зберігались секрети створення енкавстичних зображень, яскравим зразком яких були так звані Фаюмські портрети.